# Уоррен, Говернор
Говернор Кембл Уоррен (англ. Gouverneur Kemble Warren; 8 января 1830, Колд-Спринг, Нью-Йорк, — 8 августа 1882, Ньюпорт, Род-Айленд) — американский инженер и генерал федеральной армии в годы гражданской войны. В основном известен тем, что прибыл в последний момент боя за высоту Литтл-Раунд-Топ во время битвы при Геттисберге и тем спас фланг армии. Часто называется «Герой высоты Литтл-Раунд». Уоррен служил командиром корпуса до сражения при Файв-Фокс, после которого Филип Шеридан отстранил Уоррена от командования.

## Ранние годы
Уоррен родился в Колд-Спринг, округ Патнам, штат Нью-Йорк и был назван в честь Говернора Кембла, местного конгрессмена и дипломата. Его сестра, Эмили Уоррен Роблинг впоследствии участвовала в проекте постройки Бруклинского Моста. В 16 лет он поступил в академию Вест-Пойнт и окончил её в 1850 году, вторым из класса в 44 кадета. Его определили в корпус инженеров-топографов во временном звании второго лейтенанта. До войны Уоррен работал на реке Миссисипи, изучал местность к западу от реки и составлял карты для нужд железнодорожного строительства. Служил инженером в Небраске, участвовал в сражении при Эш-Холлоу в 1855, которое и стало первым сражением в его жизни.
1 июля 1856 года получил звание первого лейтенанта.
Участвовал в изучении возможностей прокладки трансконтинентальных железных дорог, создал первую карту американского Запада (1857) тщательно изучил территорию штатов Небраска, Северная Дакота, Южная Дакота, частично — Монтану и Вайоминг. С 1859 по 1861 год работал в Вест-Пойнте преподавателем математики.

## Гражданская война
Когда началась гражданская война, Уоррен имел звание лейтенанта, и работал инструктором в академии Вест-Пойнт, которая находился через реку от его дома. Он помог собрать полк для службы в армии Союза и 14 мая 1861 был назначен подполковником в 5-й Нью-Йоркский пехотный полк добровольческой армии. Его первым сражением стало сражение при Биг-Бетель в Вирджинии 10 июня, которое считается первым относительно серьёзным сражением войны. 31 августа стал полковником и командиром полка, а 9 сентября получил звание капитана регулярной армии.
Во время Кампании на полуострове 1862 года Уоррен командовал полком во время сражения под Йорктауном, а также помогал инженеру-топографу Потомакской армии Эндрю Хэмфрису, проводя рекогносцировки и составляя карты участков полуострова. В Семидневной битве он уже командовал бригадой в дивизии Джорджа Сайкса, которая состояла из двух полков: Зуавов Дьюри (5-й Нью-Йоркский) и Зуавов Макчесней (10-й Нью-йоркский). Командуя бригадой, Уоррен был ранен в колено в сражении при Гейнс-Милл, где два его полка встретили первую утреннюю атаку противника. Его зуавы отбили атаку 1-го южнокаролинского полка, нанеся ему тяжелейший урон. Несмотря на ранение, он отказался покинуть поле боя. За Гейнс-Милл Уоррен получил временное звание подполковника регулярной армии.
В сражении при Малверн-Хилл его бригада сумела остановить наступление дивизии противника.

Знамя 5-го нью-йоркского полка (Зуавов Дьюри)

Второе сражение при Булл-Ран было одним из самых неудачных в карьере Уоррена. Корпус Портера появился на поле боя 29 августа, но из-за невнятности приказа весь день не принимал участия в сражении. Только к вечеру корпус присоединился к основной армии. 30 августа его бригада стояла на крайнем левом фланге армии, на хребте Чинн-Ридж вместе с дивизией Рейнольдса, но главнокомандующий убрал дивизию с хребта как раз перед тем, как южане начали массированную фланговую атаку. В 16:00 бригада Уоррена попала под атаку дивизии Джона Худа и за первые же 10 минут боя 5-й Нью-йоркский из своих 500 человек потерял 300, причём 120 убитыми. В ту войну это была самая крупная потеря пехотного полка за один бой.
В сражении при Энтитеме его бригада все так же находилась в составе V-го корпуса Портера, который не был введён в бой.
26 сентября 1862 года Уоррен был повышен до бригадного генерала. Его бригада теперь включала три полка — вместо 10-го Нью-йоркского в неё ввели 140 и 146-й нью-йоркские. Бригада приняла участие в сражении при Фредериксберге. Здесь ей повезло больше других — бригада вышла на окраину Фредериксберга но так и не была брошена на штурм высот Мари до наступления темноты.
После реорганизации Потомакской армии в феврале 1863 года главнокомандующий генерал Хукер назначил Уоррена главным топографом. Именно в этой должности он участвовал в сражении при Чанселорсвилле. 3 мая 1863 года Уоррен стал генерал-майором добровольческой армии.

### Геттисбергская кампания
В начале геттисбергской кампании, когда генерал Ли начал вторжение в Пенсильванию, Уоррен давал советы генералу Хукеру по поводу путей преследования противника. 27 июня армия Хукера занимала позицию между Фредериком и Миддлтауном. Здесь Хукер разработал свой план противодействия противнику: он решил двинуться на запад вдоль северного берега Потомака, соединиться с гарнизоном Харперс-Ферри и нанести удар по арьергардам Северовирджинской армии в Камберлендской долине. Он рассчитывал собрать 25 000 человек, «отправить их в тыл Ли, перерезать его коммуникации, разрушить мосты и захватить его обозы, а затем вернуться к основной армии для сражения». Этот план был разработан Уорреном и письменно изложен Хукеру 24 июня. «Это предложение основано на той идее, что мы не намереваемся обойти его армию и выбить её из Мериленда, как было в прошлом году, а хотим только помешать его манёврам, угрожая флангу и тылу», писал Уоррен.
На второй день битвы при Геттисберге генерал Мид послал Уоррена разобраться с тем, что происходит на левом фланге корпуса Сиклса, на высоте Раунд-Топ. Первоначально там стояла дивизия генерала Бирни, упираясь в высоту флангом, но Бирни выдвинул дивизию вперед, оставив высоту незащищенной.
Уоррен обнаружил на высоте только небольшую группу сигнальщиков, а впереди уже показались солдаты противника. Уоррен сразу послал штабного офицера на поиски каких-нибудь доступных частей, и скоро на высоту была направлена бригада полковника Стронга Винсента. Позже Уоррен нашел ещё один свободный полк. Он сам присутствовал при атаке дивизии Худа и получил лёгкое ранение в шею. 4 июля он получил временное звание полковника регулярной армии за храбрость при Геттисберге.

### Осень 1863 года
С августа 1863 года по март 1864 Уоррен командовал Вторым корпусом — сменив на этой должности Уинфилда Хэнкока. В этой должности он хорошо проявил себя в сражении при Бристо-Стейшен. Во время сражения при Майн-Ране он получил приказ атаковать армию Ли, но предположил, что может попасть в ловушку и отказался выполнять приказ главнокомандующего. Мид был крайне рассержен, хотя и признал правоту Уоррена в этом деле. 

### Оверлендская кампания
Когда весной 1864 года Хэнкок вернулся к должности командира корпуса, Уоррен стал командовать V-м корпусом. Корпус состоял из дивизий  Чарльза Гриффина, Джона Робинсона, Самуэля Кроуфорда и Джеймса Уодсворта.
В начале мая генерал Грант начал Оверлендскую кампанию, намереваясь обойти правый фланг противника и отрезать его от Ричмонда. 4 мая, сразу после полуночи, кавалерийская дивизия Уильсона выступила к переправе Германа-Форд. Вслед за ним к переправе двинулся корпус Уоррена. В 04:49 VI корпус Сэджвика выступил вслед за Уорреном. Грант опасался, что противник попытается задержать его на переправах, но эти опасения не оправдались. В 05:30 были наведены два моста каждый длиной около 70 метров. В 06:00 подошёл корпус Уоррена и сразу же начал переправляться на южный берег. Уоррен вышел к Уайлдернесс-Таверн в полдень. Кавалерия Уильсона решила продолжить разведку в направлении дальнейшего наступления — к местечку Паркерс-Стор на дороге Ориндж-Тенпайк. Ближе к вечеру Уильсон доложил, что на всем пространстве до реки Майн-Ран не обнаружено признаков противника. Но Уильсон по неопытности допустил промах: он тщательно изучил дорогу Ориндж-Пленк-Роуд, но забыл про параллельную дорогу Ориндж-Тернпайк. В это время дивизия Гриффина встала лагерем у Уайлдернесс-Таверн и расставила пикеты, но сделала это довольно небрежно, будучи уверена, что местность патрулируется кавалеристами Уильсона.

### В конце войны
23 мая корпус Уоррена форсировал реку Норт-Анна и в сражении на Норт-Анне был атакован дивизией Кадмуса Уилкокса. Несколько позже, 30 мая, он наступал на левом фланге армии в сражении при Тотопотоми-Крик и попал под атаку дивизии Роберта Роудса.

## Послевоенная деятельность

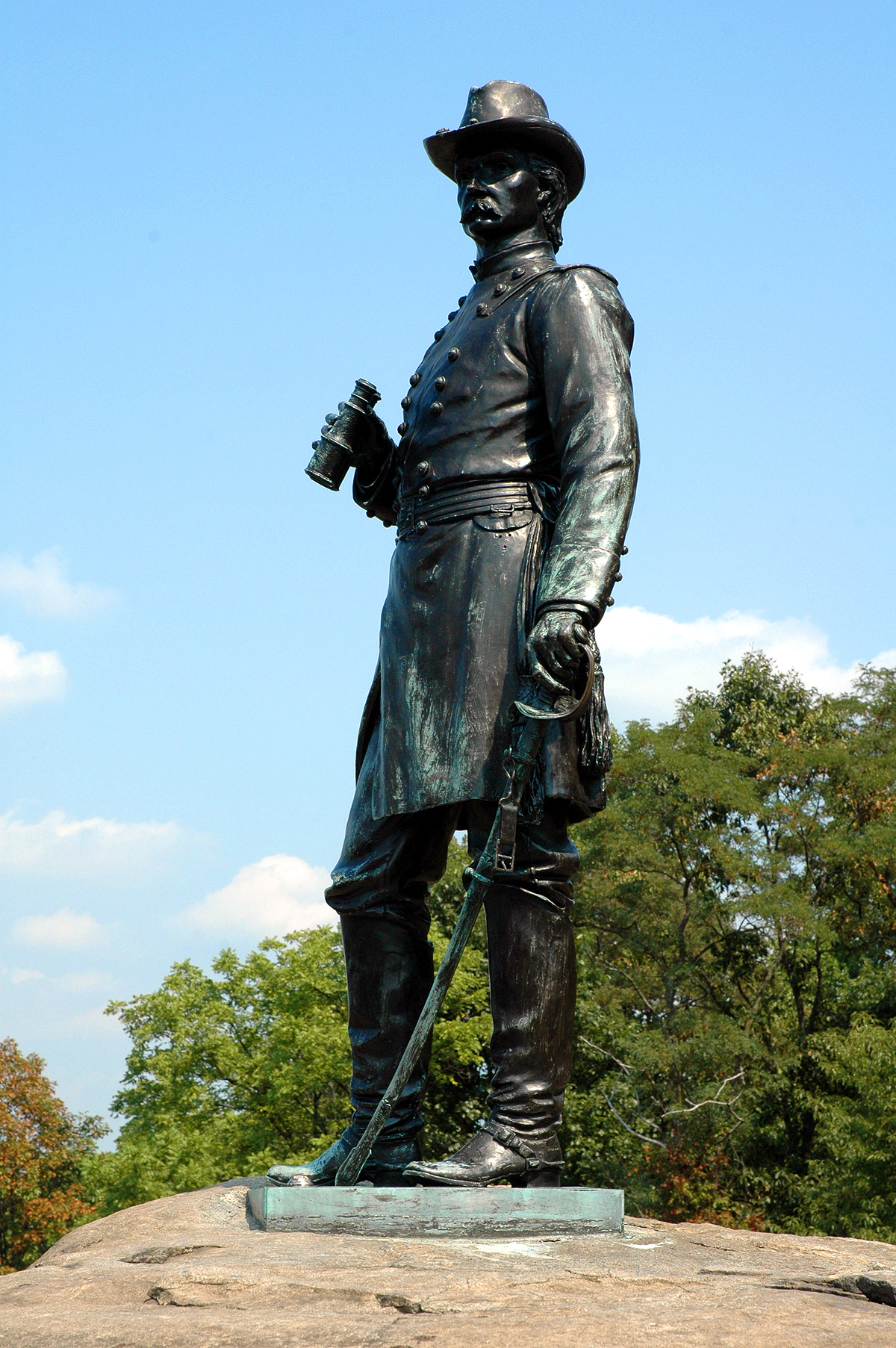
Статуя Уоррена на высоте Литл-Раунд (Геттисберг)